# Lucano
Marco Anneo Lucano  (Corduba, 39-Roma, 65) fue un poeta romano, de origen hispano, autor del poema épico Farsalia.

## Biografía
Lucano nació en Corduba, Bética, el 3 de noviembre del año 39. Fue nieto de Marco Anneo Séneca (Séneca el Viejo) y sobrino del filósofo Séneca. Su padre, Marco Anneo Mela, pertenecía a la clase de los caballeros. Su madre, Acilia, era hija de un conocido orador. Cuando Lucano tenía ocho meses de edad, su padre se trasladó con toda la familia a Roma, ciudad en la que había residido y donde su tío, el filósofo, tenía adquirida una notable fama. Sin embargo, este último tuvo que sufrir exilio en la isla de Córcega por orden del emperador Claudio en el año 41. En el año 49 Séneca regresó de este exilio decidido a ocuparse de la instrucción de su amado sobrino.
Lucano dio muestras de una extremada precocidad que le llevó a ser poeta laureado a una edad temprana. También exhibió una gran capacidad productiva, que se vio violentamente truncada por su muerte a los veintiséis años. Su considerable obra está compuesta, entre otros títulos, por Ilíaca, Saturnalia, Catachthonion y Silvas; una tragedia, Medea; 14 libretos de pantomimas concebidas para el baile; un escrito dirigido a su joven esposa, Pola Argentaria, etc. Sin embargo, hasta nosotros ha llegado únicamente su epopeya en diez cantos sobre la guerra civil entre Julio César y Pompeyo, que lleva el título de Farsalia.
A los dieciséis años, Lucano era ya autor de tres composiciones y podía declamar en latín y griego. Marchó a Atenas en un viaje de instrucción, pero tuvo que regresar pronto ante los requerimientos del propio Nerón, que le concedía por entonces toda su estima y le incluyó en su cohors amicorum, es decir, su círculo de amigos. A los veintiún años recibió la dignidad de poeta laureado, y Nerón le honró nombrándolo augur e incluso dándole el cargo de cuestor de forma honorífica antes de haber cumplido la edad reglamentaria. Además intervino públicamente el año 60 en las Neronia, espectáculos artísticos creados por Nerón.
Pronto, sin embargo, la vesánica conducta del emperador, que era también poeta y le tenía envidia, cambió de signo para él, prohibiéndole realizar lecturas públicas, con lo que cayó en desgracia desde entonces. Los siguientes cuatro años, desde el 62 al 65, Lucano no solo alternó sus escritos con composiciones satíricas y acusadoras contra el emperador y sus colaboradores, sino que llegó a participar activamente en la conjura de Pisón que se estaba fraguando contra el emperador.
Cuando la conspiración fue descubierta a causa de la imprudencia de alguno de los implicados, según el testimonio de Tácito y Suetonio, Lucano hubo de sufrir crueles interrogatorios, a lo largo de los cuales negó, admitió y se retractó alternativamente de sus culpas. Aunque estos testimonios no son demasiado dignos de crédito, al parecer llegó incluso a acusar a su propia madre para disminuir sus responsabilidades. Sobre este punto, cabe pensar que fue parte de la campaña de desprestigio de Nerón, ya que nunca se llegó a abrir un proceso contra la mujer. Lo cierto es que, tras recibir su condena a muerte, cuya forma de ejecución fue dejada a su elección, asumió una actitud digna y, en el mejor ejemplo de estoicismo posible, se cortó las venas el 30 de abril del año 65, y expiró recitando unos versos en los que había descrito el fin de un soldado que sufría su misma muerte, según lo describió el historiador contemporáneo Tácito. No obstante, dichos versos no se conservan en la actualidad.
Sobre su vida ofrecen datos varias vitae, una de ellas compuesta por Suetonio. Su esposa Pola Argentaria guardó su recuerdo fielmente e invitó a su fiesta natalicia a los poetas Marcial y Estacio.

## Farsalia

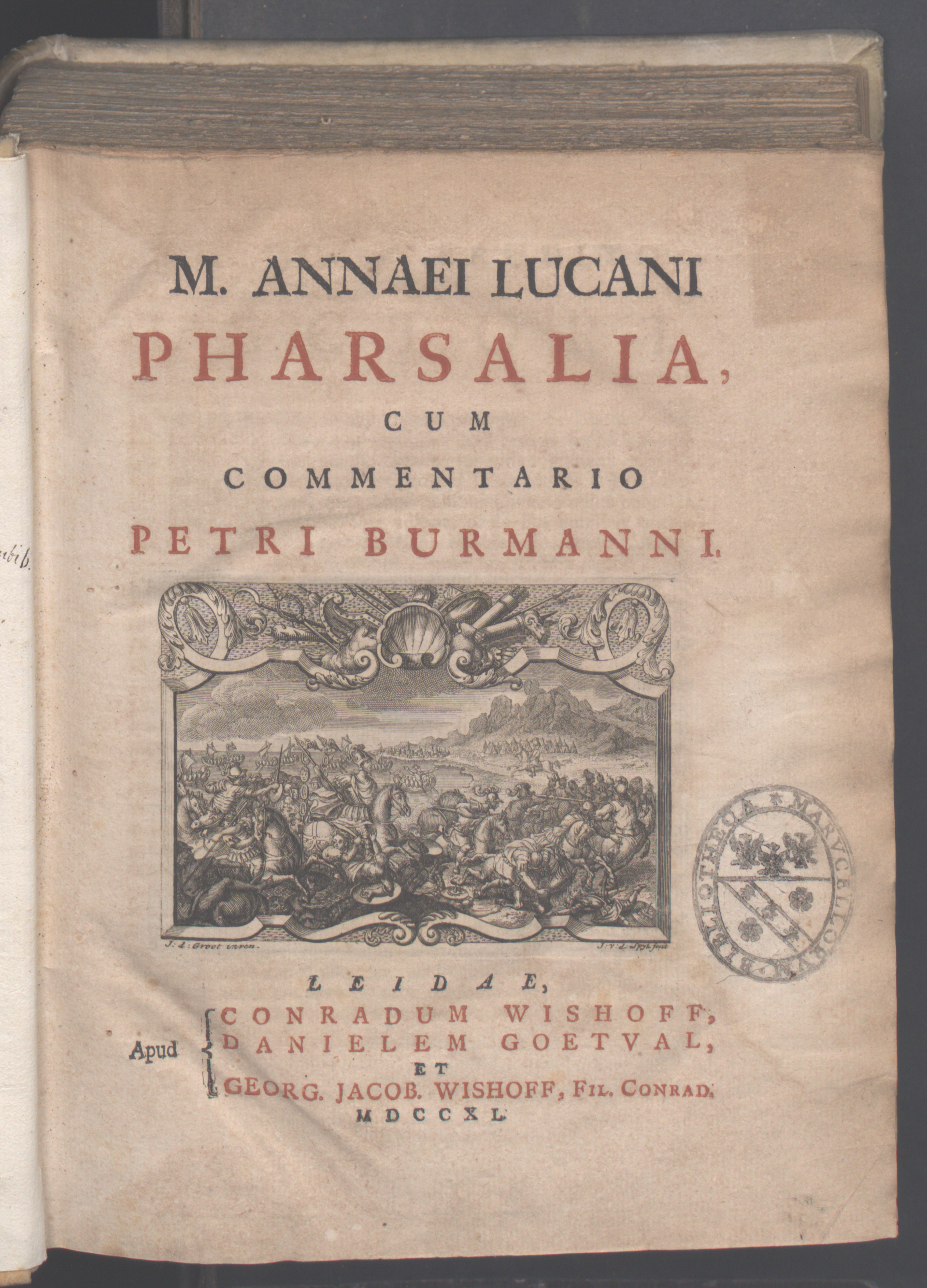
Pharsalia, 1740

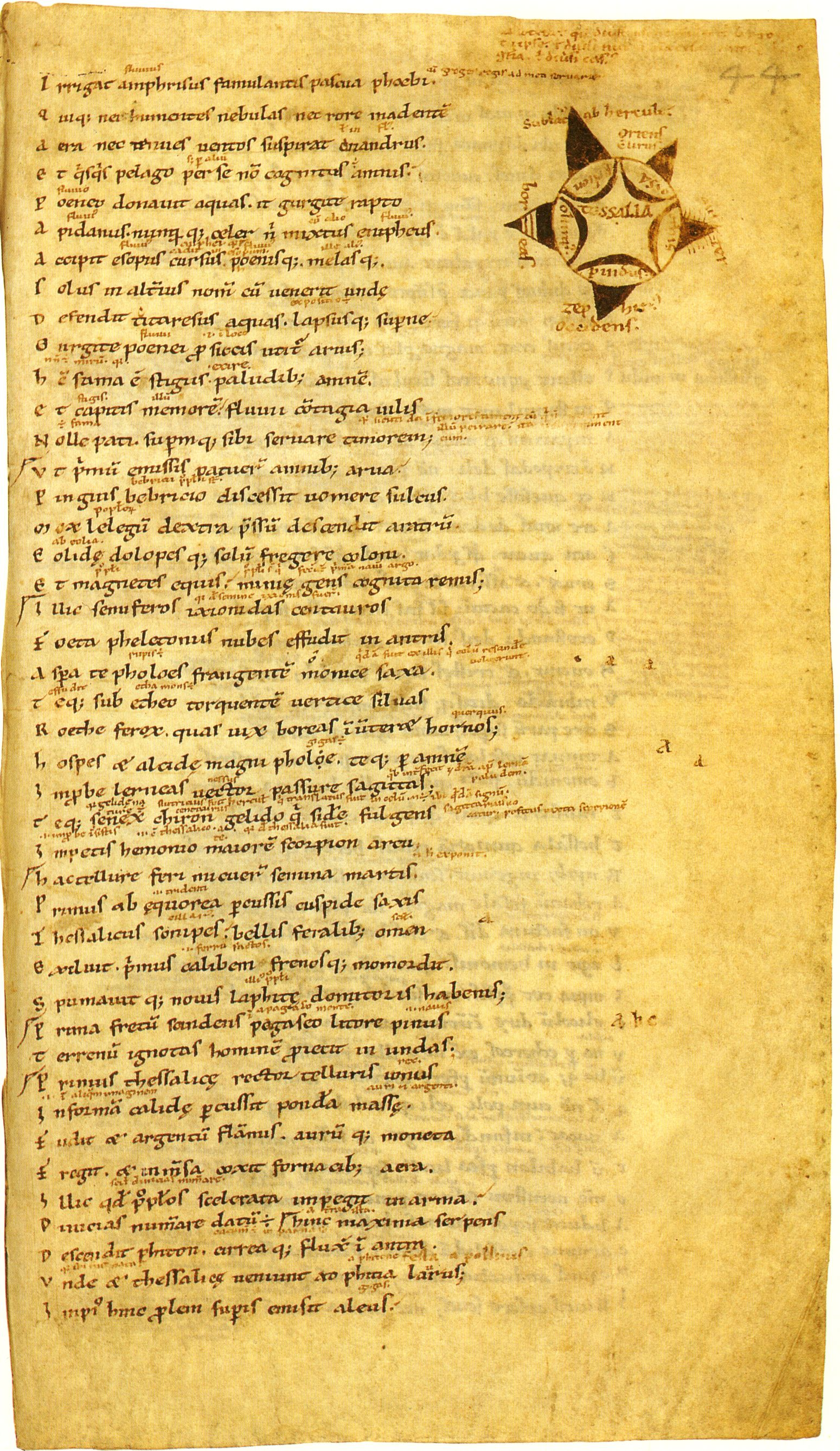
Poema de De bello civili de una edición de 1683, conservado en la Biblioteca Apostólica Vaticana.

El título primitivo era Bellum civile. Es un poema narrativo muy realista que narra la guerra civil entre Julio César y Pompeyo, aunque el héroe parece ser un republicano, Catón de Útica, que se suicidó representando las virtudes del estoicismo; lo cierto es que la familia de Lucano era hispana y los hispanos eran pompeyanos,[cita requerida] por lo que en el poema aparece más simpática la figura de Pompeyo frente a la del ambicioso César; la fidelidad a los datos y el realismo que trasluce el poema (por ejemplo, prescinde de hacer intervenir en los asuntos humanos a los dioses) hicieron considerar a algunos que se trataba más bien de historia que de una epopeya, pese a sus indudables aciertos expresivos y líricos. Sí es evidente que en él dominan los efectos retóricos y declamatorios. El proemio contiene una dedicatoria, quizá irónica, en favor de Nerón, y siguen diez libros completos, el último más breve. Sus fuentes son ante todo Tito Livio y una perdida obra histórica de su abuelo, Séneca el Viejo. El libro décimo se interrumpe en el verso 546. Los primeros tres libros, dedicados a Nerón, aparecieron en vida del autor. Los restantes se publicaron póstumamente debido al veto del emperador, que claramente distinguía en ellos los motivos antimonárquicos. Hicieron ediciones críticas de la obra C. Hosius (1913) y A. E. Housman (1926). También existen abundantes comentarios antiguos de esta obra, editados por Hermann Usener en sus M. Annaei Lucani Commenta Bernensia, 1969.